# Normand Brathwaite
Pour les articles homonymes, voir Brathwaite.
 (septembre 2011).
Si vous disposez d'ouvrages ou d'articles de référence ou si vous connaissez des sites web de qualité traitant du thème abordé ici, merci de compléter l'article en donnant les références utiles à sa vérifiabilité et en les liant à la section « Notes et références ».
Normand Brathwaite (né le 27 août 1958 à Montréal) est un animateur de télévision, un animateur de radio, un comédien, un humoriste, un chanteur et un musicien québécois. Il est surtout connu pour les émissions de variétés qu'il anime à la télévision.

## Biographie
Normand est d'ascendance afro-caribéenne (Jamaïque, Barbade et Trinité et Tobago[réf. nécessaire]) et franco-québécoise par sa mère. Il est né dans le quartier Côte-des-Neiges, il a grandi au coin de la rue Saint-Hubert et du boulevard Rosemont, dans le quartier La Petite-Patrie à Montréal. Il a deux frères (jumeaux) plus âgés que lui,. Il possède un DEC du Cégep Lionel-Groulx, où il a étudié le théâtre.
En 1977, il joue dans la pièce de théâtre Zoo. Deux ans plus tard, il joue dans Le Songe d'une nuit d'été et dans Bernadette et Juliette. En 1981, il joue dans la comédie musicale La Cage aux folles au Théâtre Saint-Denis.
Pendant les années 1980, il fait partie d'un groupe musical et participe à la comédie musicale Pied de Poule, laquelle contribue à le faire connaître du public. Sa carrière de comédien prend de l'ampleur à la télévision avec la comédie Chez Denise.
Il participe à d'autres émissions : Pop citrouille, Peau de banane, Samedi de rire, 
tout comme il s'illustre au sein de la Ligue nationale d'improvisation.
Sa grande polyvalence l'amène à être l'une des personnalités les mieux connues du petit écran en devenant l'animateur vedette de Beau et chaud (à Radio-Québec), de Piment Fort (à TVA) et de Fun noir (à TQS). Il participe aussi à la Fondation Québec-Afrique en chantant dans le projet collectif « Les Yeux de la faim » en 1985.
En 1988 et de 1990 à 2002, c'est-à-dire 14 fois, il anime le gala des prix Gémeaux. Il anime aussi à plusieurs reprises les spectacles de la Saint-Jean-Baptiste, tant à Montréal qu'à Québec.
Dans les années 1990, Normand Brathwaite est intercepté et arrêté par la police pour conduite en état d’ébriété sur le pont Jacques-Cartier. Pendant des années, celui qui animait à l’époque Piment Fort fera rire de lui en raison de son arrestation.
Il a été l'un des animateurs radiophoniques les plus écoutés de la province, sur CKOI-FM à Montréal (Yé trop d'bonne heure, depuis 1990). Son association avec la station s'est terminée officiellement le 16 mars 2006.
Pendant six ans, il est le porte-parole québécois de l'Association canadienne de la dystrophie musculaire, pour laquelle il anime un gala à quelques reprises. Il est aussi le porte-parole publicitaire de l'entreprise Réno-Dépôt.
Il est le père d'une fille, la chanteuse et choriste Élizabeth Blouin-Brathwaite, qu’il a eue avec la chanteuse Johanne Blouin, et d'un garçon, Édouard, issu de son mariage avec Marie-Claude Tétreault.
De 1994 à 1997, il est récipiendaire du prix MetroStar, décerné au meilleur animateur de jeux. Il reçoit trois prix Gémeaux (en 1988, 1989 et 1992) pour le meilleur animateur d’une émission de variétés. En 2003, pour les trois prix Gémeaux que lui ont valu Beau et chaud, l’Académie canadienne du cinéma et de la télévision l’intronise en tant qu'immortel de la télévision.
En 2006, il reçoit un hommage aux Gémeaux pour l'ensemble de sa carrière.
Brathwaite eut, de 2005 à 2006, un sérieux différend avec Jean-René Dufort, son ancien collègue de CKOI-FM. En 2006, il quitte les commandes de son morning show. Corus Québec remplace Brathwaite par Jean-René Dufort. Brathwaite révélera par la suite qu'il souffrait à cette époque d'une profonde dépression.

## Carrière

### Émissions radiophoniques
- Yé trop d'bonne heure (CKOI-FM) (1990-2006)
- Tout un retour (CKOI-FM) (2008-2011)
- Mix 80 (Rouge FM) (2011-2014)

### Séries télévisées
- 1979-1982 : Chez Denise : Patrice
- 1980 : Jeune délinquant : Gérard
- 1980-1981 : L'Ingénieux Don Quichotte : Vivaldo
- 1982-1987 : Peau de banane : Elvis Laurier
- 1984-1985 : Le 101 ouest, avenue des Pins : Patrice
- 1985-1987 : Paul, Marie et les Enfants : François
- 1989-1990 : CTYVON : Denis
- 1990-1991 : Denise... aujourd'hui : Patrice
- 1993-1998 : La Petite Vie : Napoléon Kiwi Premier
- 1995-1997 : Moi et l'autre : Raoul
- 2005-2006 : Vice caché : lui-même
- 2007 : Les Boys (série télévisée) : Normand
- 2008-2009 : Grosse vie : lui-même
- 2014 : Les Pêcheurs : lui-même
- 2019-2020 : En tout cas : JF

### Émissions de télévision
- 1985-1989 : Samedi de rire
- 1988 : Gala des Prix Gémeaux
- 1988-1994 : Beau et chaud
- 1990-2000 : Gala des Prix Gémeaux
- 1993-2001 : Piment fort
- 1997 : Cadillac Rose
- 2001-2004 : Fun noir
- 1998-2008 : Fête nationale du Québec
- Depuis 2003 : Belle et Bum
- 2006-2009 : Le Match des étoiles
- 2006-2008 : Gala des Prix Jutra
- 2011-2013 : Privé de sens
- 2016-2018 : Piment fort
- Depuis 2022 : Zenith

### Pièces de théâtre
- Zoo (1977)
- Le Songe d'une nuit d'été (1979)
- Bernadette et Juliette (1979)
- La Cage aux folles (1981)
- Pied de Poule
- Sainte-Marie-la-Mauderne (2022)

### Discographie
- 1981 : Pop Citrouille Album. Avec André Cartier sur Coup de foudre.
- 1983 : Zig Zag / Coup d'poing avec Soupir, Paul Pagé & Marie Bernard.
- 1983 : Métal avec Soupir.
- 1983 : Éclipse Album Avec Soupir.
- 1984 : Ohé Ohé + Instrumental avec François Cousineau / Martine St-Clair.
- 1985 : Les Yeux de la faim - Fondation Québec Afrique
- 1987 : Le Pays de ton cœur avec Johanne Blouin.
- 1989 : Beau et Chaud + Instrumental.
- 2001 : Parodies de Alain Dumas.
- 2005 : Québectronique - avec Soupir & Les Denis Drolet.

## Récompenses et nominations

### Gala de l'ADISQ
| Année | Catégorie                                 | Pour                                           | Résultat   |
| ----- | ----------------------------------------- | ---------------------------------------------- | ---------- |
| 1982  | microsillon de l'année - enfants          | Pop Citrouille (avec la troupe Pop Citrouille) | nomination |
| 1982  | révélation de l'année                     | Groupe Pied de Poule                           | lauréat    |
| 1982  | spectacle de l'année - textes et chansons | Pied de Poule (avec la troupe Pied de Poule)   | lauréat    |
| 1983  | groupe de l'année                         | Groupe Pied de Poule                           | nomination |
| 1983  | interprète masculin de l'année            | Normand Brathwaite                             | nomination |
| 1983  | microsillon de l'année - populaire        | Pied de Poule                                  | nomination |
| 1983  | révélation de l'année                     | Normand Brathwaite                             | nomination |
| 1984  | groupe de l'année                         | Soupir                                         | nomination |
| 1984  | interprète masculin de l'année            | Normand Brathwaite                             | nomination |
| 1984  | microsillon de l'année - rock             | Eclipse                                        | nomination |
| 1984  | révélation de l'année                     | Soupir                                         | nomination |

### Prix MetroStar/Gala Artis

#### Prix MetroStar
| Année | Catégorie                                                                    | Pour               | Résultat   |
| ----- | ---------------------------------------------------------------------------- | ------------------ | ---------- |
| 1994  | animateur/animatrice - émission talk show/variétés                           | Normand Brathwaite | nomination |
| 1994  | animateur/animatrice - émission jeux/quiz                                    | Normand Brathwaite | lauréat    |
| 1995  | animateur/animatrice - émission talk show/variétés                           | Normand Brathwaite | nomination |
| 1995  | animateur/animatrice - émission jeux/quiz                                    | Normand Brathwaite | lauréat    |
| 1996  | animateur/animatrice - émission jeux/quiz                                    | Normand Brathwaite | lauréat    |
| 1997  | animateur/animatrice - émission jeux/quiz                                    | Normand Brathwaite | lauréat    |
| 1997  | Le MetroStar 97 - personnalité masculine                                     | Normand Brathwaite | nomination |
| 1998  | animateur/animatrice - émission de variétés / magazine culturel et talk show | Normand Brathwaite | nomination |
| 1998  | animateur/animatrice - émission jeux/quiz                                    | Normand Brathwaite | nomination |
| 1998  | Le MetroStar 98 - personnalité masculine                                     | Normand Brathwaite | nomination |
| 1999  | animateur/animatrice - émission de jeux                                      | Normand Brathwaite | nomination |
| 2000  | animateur/animatrice - émission de jeux                                      | Normand Brathwaite | nomination |
| 2001  | animateur / animatrice d’émissions de jeux                                   | Normand Brathwaite | nomination |
| 2002  | animateur/animatrice - émission de jeux                                      | Normand Brathwaite | nomination |

#### Prix Artis
| Année | Catégorie                                                                                        | Pour               | Résultat   |
| ----- | ------------------------------------------------------------------------------------------------ | ------------------ | ---------- |
| 2007  | animateur / animatrice d'émissions de variétés/divertissement/magazines culturels et «talk show» | Normand Brathwaite | nomination |
| 2008  | animateur / animatrice d'émissions de variétés/divertissement/magazines culturels et «talk show» | Normand Brathwaite | nomination |
| 2009  | animateur / animatrice d'émissions de variétés/divertissement/magazines culturels et «talk show» | Normand Brathwaite | nomination |
| 2010  | animateur / animatrice d'émissions de variétés et divertissement                                 | Normand Brathwaite | nomination |

### Autres prix
- 1978 : Champion compteur de la Ligue nationale d'improvisation
- 1981 : Champion compteur de la Ligue nationale d'improvisation
- Prix Gemini : 1988, 1989 et 1992
- 2021 : Médaille de l'Assemblée nationale[9]